# Geometrie del cuore
Geometri del cuore è un album del cantautore italiano Marco Ferradini, pubblicato nel 2001.
Il disco contiene 11  brani.

## Tracce
1. Alla ricerca di un sogno – 3:55
2. Aria – 4:19
3. Sulla strada dell'amore – 3:41
4. Nuova vita – 4:07
5. Come un'onda – 3:58
6. Amici – 3:42
7. Geometrie del cuore – 4:48
8. Sul ponte di Messina – 4:25
9. Cosa fai stasera – 4:26
10. Autobus 30 – 4:25
11. Teorema (Nuova versione)

## Formazione
- Marco Ferradini – voce